# Patnanungan
Patnanungan est une municipalité insulaire de la mer des Philippines, située dans la province de Quezon, aux Philippines. Sa population est de 13 865 habitants au recensement de 2010 pour une superficie de 139 km2. Elle est subdivisée en 6 barangays.